# Liste des titres musicaux numéro un en Allemagne en 1982
Cette page liste les titres numéro un dans les meilleures ventes de disques en Allemagne pour l'année 1982 selon Media Control Charts. 
Les classements sont issus des 100 meilleures ventes de singles et des 100 meilleures ventes d'albums. Ils se déroulent du vendredi au jeudi, et sont publiés le mardi par l'industrie musicale allemande.

## Classement des singles
| №  | Date         | Artiste                           | Titre                         |
| -- | ------------ | --------------------------------- | ----------------------------- |
| 1  | 1er janvier  | ABBA                              | One of Us                     |
| 2  | 8 janvier    | Gottlieb Wendehals                | Polonäse Blankenese           |
| 3  | 15 janvier   | Gottlieb Wendehals                | Polonäse Blankenese           |
| 4  | 22 janvier   | Gottlieb Wendehals                | Polonäse Blankenese           |
| 5  | 29 janvier   | Gottlieb Wendehals                | Polonäse Blankenese           |
| 6  | 5 février    | Spider Murphy Gang                | Skandal im Sperrbezirk        |
| 7  | 12 février   | Gottlieb Wendehals                | Polonäse Blankenese           |
| 8  | 19 février   | Spider Murphy Gang                | Skandal im Sperrbezirk        |
| 9  | 26 février   | Spider Murphy Gang                | Skandal im Sperrbezirk        |
| 10 | 5 mars       | Spider Murphy Gang                | Skandal im Sperrbezirk        |
| 11 | 12 mars      | Spider Murphy Gang                | Skandal im Sperrbezirk        |
| 12 | 19 mars      | Spider Murphy Gang                | Skandal im Sperrbezirk        |
| 13 | 26 mars      | Spider Murphy Gang                | Skandal im Sperrbezirk        |
| 14 | 2 avril      | Spider Murphy Gang                | Skandal im Sperrbezirk        |
| 15 | 9 avril      | Falco                             | Der Kommissar                 |
| 16 | 16 avril     | Nicole                            | Ein bißchen Frieden           |
| 17 | 23 avril     | Falco                             | Der Kommissar                 |
| 18 | 30 avril     | Falco                             | Der Kommissar                 |
| 19 | 7 mai        | Nicole                            | Ein bißchen Frieden           |
| 20 | 14 mai       | Nicole                            | Ein bißchen Frieden           |
| 21 | 21 mai       | Nicole                            | Ein bißchen Frieden           |
| 22 | 28 mai       | Nicole                            | Ein bißchen Frieden           |
| 23 | 4 juin       | Paul McCartney & Stevie Wonder    | Ebony and Ivory               |
| 24 | 11 juin      | Paul McCartney & Stevie Wonder    | Ebony and Ivory               |
| 25 | 18 juin      | Paul McCartney & Stevie Wonder    | Ebony and Ivory               |
| 26 | 25 juin      | Paul McCartney & Stevie Wonder    | Ebony and Ivory               |
| 27 | 2 juillet    | Paul McCartney & Stevie Wonder    | Ebony and Ivory               |
| 28 | 9 juillet    | Orchestral Manoeuvres in the Dark | Maid of Orleans               |
| 29 | 16 juillet   | Orchestral Manoeuvres in the Dark | Maid of Orleans               |
| 30 | 23 juillet   | Orchestral Manoeuvres in the Dark | Maid of Orleans               |
| 31 | 30 juillet   | Markus                            | Ich will Spaß                 |
| 32 | 6 août       | Orchestral Manoeuvres in the Dark | Maid of Orleans               |
| 33 | 13 août      | Markus                            | Ich will Spaß                 |
| 34 | 20 août      | Andy Borg                         | Adios amor                    |
| 35 | 27 août      | Andy Borg                         | Adios amor                    |
| 36 | 3 septembre  | Andy Borg                         | Adios amor                    |
| 37 | 10 septembre | Andy Borg                         | Adios amor                    |
| 38 | 17 septembre | Andy Borg                         | Adios amor                    |
| 39 | 24 septembre | F. R. David                       | Words                         |
| 40 | 1er octobre  | F. R. David                       | Words                         |
| 41 | 8 octobre    | F. R. David                       | Words                         |
| 42 | 15 octobre   | F. R. David                       | Words                         |
| 43 | 22 octobre   | F. R. David                       | Words                         |
| 44 | 29 octobre   | F. R. David                       | Words                         |
| 45 | 5 novembre   | F. R. David                       | Words                         |
| 46 | 12 novembre  | F. R. David                       | Words                         |
| 47 | 19 novembre  | F. R. David                       | Words                         |
| 49 | 26 novembre  | F. R. David                       | Words                         |
| 50 | 3 décembre   | F. R. David                       | Words                         |
| 51 | 10 décembre  | Culture Club                      | Do You Really Want to Hurt Me |
| 52 | 17 décembre  | Culture Club                      | Do You Really Want to Hurt Me |
| 53 | 24 décembre  | Culture Club                      | Do You Really Want to Hurt Me |
| 54 | 31 décembre  | Culture Club                      | Do You Really Want to Hurt Me |

## Classement des albums
| №  | Date         | Artiste                        | Titre                             |
| -- | ------------ | ------------------------------ | --------------------------------- |
| 1  | 1er janvier  | ABBA                           | The Visitors                      |
| 2  | 8 janvier    | ABBA                           | The Visitors                      |
| 3  | 15 janvier   | ABBA                           | The Visitors                      |
| 4  | 22 janvier   | ABBA                           | The Visitors                      |
| 5  | 29 janvier   | Orchestre philharmonique royal | Classic Disco                     |
| 6  | 5 février    | Peter Maffay                   | Ich will leben                    |
| 7  | 12 février   | Barclay James Harvest          | Berlin – A Concert for the People |
| 8  | 19 février   | Barclay James Harvest          | Berlin – A Concert for the People |
| 9  | 26 février   | Peter Maffay                   | Ich will leben                    |
| 10 | 5 mars       | Peter Maffay                   | Ich will leben                    |
| 11 | 12 mars      | Spider Murphy Gang             | Dolce vita                        |
| 12 | 19 mars      | Spider Murphy Gang             | Dolce vita                        |
| 13 | 26 mars      | Spider Murphy Gang             | Dolce vita                        |
| 14 | 2 avril      | Spider Murphy Gang             | Dolce vita                        |
| 15 | 9 avril      | Spider Murphy Gang             | Dolce vita                        |
| 16 | 16 avril     | Spider Murphy Gang             | Dolce vita                        |
| 17 | 23 avril     | Michael Schanze                | Olé España                        |
| 18 | 30 avril     | Michael Schanze                | Olé España                        |
| 19 | 7 mai        | Spider Murphy Gang             | Dolce vita                        |
| 20 | 14 mai       | Spider Murphy Gang             | Dolce vita                        |
| 21 | 21 mai       | Spliff                         | 85555                             |
| 22 | 28 mai       | The Alan Parsons Project       | Eye in the Sky                    |
| 23 | 4 juin       | The Alan Parsons Project       | Eye in the Sky                    |
| 24 | 11 juin      | The Alan Parsons Project       | Eye in the Sky                    |
| 25 | 18 juin      | Paul McCartney                 | Tug of War                        |
| 26 | 25 juin      | Paul McCartney                 | Tug of War                        |
| 27 | 2 juillet    | Spliff                         | 85555                             |
| 28 | 9 juillet    | Spliff                         | 85555                             |
| 29 | 16 juillet   | Nicole                         | Ein bißchen Frieden               |
| 30 | 23 juillet   | Nicole                         | Ein bißchen Frieden               |
| 31 | 30 juillet   | Nicole                         | Ein bißchen Frieden               |
| 32 | 6 août       | Nicole                         | Ein bißchen Frieden               |
| 33 | 13 août      | Nicole                         | Ein bißchen Frieden               |
| 34 | 20 août      | Nicole                         | Ein bißchen Frieden               |
| 35 | 27 août      | BAP                            | Für usszeschnigge!                |
| 36 | 3 septembre  | Steve Miller Band              | Abracadabra                       |
| 37 | 10 septembre | BAP                            | Vun drinne noh drusse             |
| 38 | 17 septembre | BAP                            | Vun drinne noh drusse             |
| 39 | 24 septembre | BAP                            | Vun drinne noh drusse             |
| 40 | 1er octobre  | BAP                            | Vun drinne noh drusse             |
| 41 | 8 octobre    | BAP                            | Vun drinne noh drusse             |
| 42 | 15 octobre   | BAP                            | Vun drinne noh drusse             |
| 43 | 22 octobre   | BAP                            | Vun drinne noh drusse             |
| 44 | 29 octobre   | BAP                            | Vun drinne noh drusse             |
| 45 | 5 novembre   | BAP                            | Vun drinne noh drusse             |
| 46 | 12 novembre  | Elton John                     | Your Songs                        |
| 47 | 19 novembre  | Elton John                     | Your Songs                        |
| 49 | 26 novembre  | Elton John                     | Your Songs                        |
| 50 | 3 décembre   | Peter Hofmann                  | Rock Classics                     |
| 51 | 10 décembre  | Peter Hofmann                  | Rock Classics                     |
| 52 | 17 décembre  | Peter Hofmann                  | Rock Classics                     |
| 53 | 24 décembre  | Peter Hofmann                  | Rock Classics                     |
| 54 | 31 décembre  | Peter Hofmann                  | Rock Classics                     |

## Hit-Parade des singles
1. Orchestral Manoeuvres in the Dark (OMD) - Maid of Orleans (The Waltz Joan of Arc)
2. Andy Borg - Adios amor
3. Spider Murphy Gang - Skandal im Sperrbezirk
4. Trio - Da Da Da
5. Nicole - Ein bißchen Frieden
6. F. R. David - Words
7. Falco - Der Kommissar
8. Markus - Ich will Spaß
9. Joachim Witt - Goldener Reiter
10. Al Bano & Romina Power - Felicita
11. Paul McCartney & Stevie Wonder - Ebony and Ivory
12. Hubert Kah - Rosemarie
13. Gottlieb Wendehals - Polonäse Blankenese
14. Nena - Nur geträumt
15. Steve Miller Band - Abracadabra
16. Hubert Kah - Sternenhimmel
17. Kim Wilde - Cambodia
18. Shakin' Stevens - Oh Julie
19. Alice - Una notte speciale
20. Spider Murphy Gang - Wo bist Du?
21. Spliff - Carbonara
22. ABBA - One of Us
23. Al Bano & Romina Power - Sharazan
24. Roger Whittaker - Albany
25. Ricchi e Poveri: Made in Italy